# يلماز أرسلان
يلماز أرسلان (بالألمانية: Yılmaz Arslan)‏ هو منتج أفلام وكاتب سيناريو ألماني، ولد في 20 أبريل 1968 في Kazanlı ‏ في تركيا.

## وصلات خارجية
- يلماز أرسلان على موقع IMDb (الإنجليزية)
- يلماز أرسلان على موقع ألو سيني (الفرنسية)
- يلماز أرسلان على موقع أول موفي (الإنجليزية)
- يلماز أرسلان على موقع قاعدة بيانات الأفلام السويدية (السويدية)
- يلماز أرسلان على موقع قاعدة بيانات الفيلم (الإنجليزية)